# Gyeplabda az 1968. évi nyári olimpiai játékokon
Az 1968. évi nyári olimpiai játékokon a gyeplabda-tornát október 13. és október 26. között rendezték. A tornán 16 válogatott szerepelt.

## Éremtáblázat
(A rendező ország csapata eltérő háttérszínnel, az egyes számoszlopok legmagasabb értéke, vagy értékei vastagítással kiemelve.)
| Az 1968. évi nyári olimpiai játékok éremtáblázata gyeplabdában | Az 1968. évi nyári olimpiai játékok éremtáblázata gyeplabdában | Az 1968. évi nyári olimpiai játékok éremtáblázata gyeplabdában | Az 1968. évi nyári olimpiai játékok éremtáblázata gyeplabdában | Az 1968. évi nyári olimpiai játékok éremtáblázata gyeplabdában | Olimpia  |
| -------------------------------------------------------------- | -------------------------------------------------------------- | -------------------------------------------------------------- | -------------------------------------------------------------- | -------------------------------------------------------------- | -------- |
|                                                                | Ország                                                         | Arany                                                          | Ezüst                                                          | Bronz                                                          | Összesen |
| 1.                                                             | Pakisztán (PAK)                                                | 1                                                              | 0                                                              | 0                                                              | 1        |
|                                                                |                                                                |                                                                |                                                                |                                                                |          |
| 2.                                                             | Ausztrália (AUS)                                               | 0                                                              | 1                                                              | 0                                                              | 1        |
|                                                                |                                                                |                                                                |                                                                |                                                                |          |
| 3.                                                             | India (IND)                                                    | 0                                                              | 0                                                              | 1                                                              | 1        |
|                                                                |                                                                |                                                                |                                                                |                                                                |          |
| Összesen                                                       | Összesen                                                       | 1                                                              | 1                                                              | 1                                                              | 3        |

## Érmesek
| Az 1968. évi nyári olimpiai játékok érmesei férfi gyeplabdában | Az 1968. évi nyári olimpiai játékok érmesei férfi gyeplabdában | Az 1968. évi nyári olimpiai játékok érmesei férfi gyeplabdában | Az 1968. évi nyári olimpiai játékok érmesei férfi gyeplabdában |
| --- | --- | --- | -------------------------------------------------------------- |
| Arany | Ezüst | Bronz |                                                                |
| Pakisztán (PAK) | Ausztrália (AUS) | India (IND) |                                                                |
| Zakir Hussain Tanvir Dar Tariq Aziz Saeed Anwar Riaz Ahmed Gulrez Akhtar Khalid Mahmood Mohammad Ashfaq Abdul Rashid Mohammad Asad Malik Jahangir Butt Riaz Uddin Tariq Niazi Qazi Salahuddin Anwar Shah Fazal Rehman Farooq Khan Ahmed Laeeq | Paul Dearing James Mason Brian Glencross Gordon Pearce Julian Pearce Robert Haigh Donald Martin Raymond Evans Ronald Riley Patrick Nilan Donald Smart Desmond Piper Eric Pearce Frederick Quinn Arthur Busch Donald McWatters | Rajendra Absolem Christy Gurbux Singh Prithipal Singh Munir Sait Balbir Singh I Balbir Singh II Ajitpal Singh Krishnamurthy Perumal Balbir Singh III Harbinder Singh Inamur Rehman Inder Singh Jagjit Singh John Peter Tarsem Singh Harmik Singh Gurbaksh Singh Dharam Singh |                                                                |

## Lebonyolítás
A 16 résztvevőt 2 darab 8 csapatos csoportba sorsolták. Körmérkőzések döntötték el a csoportok végeredményét. A csoportból az első két helyezett jutott tovább az elődöntőbe, ahonnan egyenes kieséses rendszerben folytatódott a torna. A csoportok harmadik és negyedik helyezettjei az 5–8. helyért mérkőzhettek. A csoportok további helyezettjei egymással játszhattak a többi helyosztó mérkőzésen.

## Csoportkör
| Színmagyarázat                                                                                               |
| --- |
| A csoportok első két helyezettje bejutott a elődöntőbe.                                                      |
| A csoportok harmadik és negyedik helyezettjei az 5–8. helyért játszhattak.                                   |
| A csoportok ötödik, hatodik, hetedik és nyolcadik helyezettjei a további helyosztó mérkőzéseken játszhattak. |

### A csoport
| Csapat              | M | Gy | D | V | G+ | G– | Gk  | P  |
| ------------------- | - | -- | - | - | -- | -- | --- | -- |
| India (IND)         | 7 | 6  | 0 | 1 | 20 | 4  | +16 | 12 |
| NSZK (FRG)          | 7 | 5  | 1 | 1 | 15 | 5  | +10 | 11 |
| Új-Zéland (NZL)     | 7 | 3  | 4 | 0 | 8  | 4  | +4  | 10 |
| Spanyolország (ESP) | 7 | 2  | 3 | 2 | 7  | 5  | +2  | 7  |
| Belgium (BEL)       | 7 | 3  | 1 | 3 | 14 | 9  | +5  | 7  |
| NDK (GDR)           | 7 | 2  | 2 | 3 | 7  | 10 | –3  | 6  |
| Japán (JPN)         | 7 | 1  | 1 | 5 | 4  | 14 | –10 | 3  |
| Mexikó (MEX)        | 7 | 0  | 0 | 7 | 2  | 26 | –24 | 0  |

| 1968. október 13. | NSZK (FRG) | 2 – 0   | Belgium (BEL) |  |
| 1968. október 13. | Krauss 2   | (0 – 0) |               |  |

| 1968. október 13. | Új-Zéland (NZL)    | 2 – 1   | India (IND)     |  |
| 1968. október 13. | Thomson S. Maister | (2 – 0) | Prithipal Singh |  |

| 1968. október 13. | Spanyolország (ESP) | 1 – 1   | NDK (GDR)  |  |
| 1968. október 13. | Alvear              | (1 – 0) | Freiberger |  |

| 1968. október 13. | Japán (JPN)     | 2 – 1   | Mexikó (MEX) |  |
| 1968. október 13. | Tanaka Takasima | (2 – 0) | Z. Fernández |  |

| 1968. október 14. | India (IND)                     | 2 – 1   | NSZK (FRG) |  |
| 1968. október 14. | Harbinder Singh Balbir Singh II | (1 – 1) | Keller     |  |

| 1968. október 14. | Új-Zéland (NZL)    | 2 – 0   | Mexikó (MEX) |  |
| 1968. október 14. | Borren Christensen | (0 – 0) |              |  |

| 1968. október 14. | Belgium (BEL)   | 4 – 0   | NDK (GDR) |  |
| 1968. október 14. | Ravinet 3 Solie | (1 – 0) |           |  |

| 1968. október 14. | Spanyolország (ESP) | 0 – 0 | Japán (JPN) |  |
| 1968. október 14. |                     |       |             |  |

| 1968. október 15. | India (IND)                                                                   | 8 – 0   | Mexikó (MEX) |  |
| 1968. október 15. | Harbinder Singh 3 Prithipal Singh 2 Balbir Singh II Ajitpal Singh Inder Singh | (2 – 0) |              |  |

| 1968. október 15. | NSZK (FRG)       | 2 – 0   | Japán (JPN) |  |
| 1968. október 15. | Schuler Greinert | (0 – 0) |             |  |

| 1968. október 15. | NDK (GDR) | 1 – 1   | Új-Zéland (NZL) |  |
| 1968. október 15. | A. Thieme | (0 – 0) | Thomson         |  |

| 1968. október 15. | Spanyolország (ESP) | 2 – 0   | Belgium (BEL) |  |
| 1968. október 15. | J. Fábregas F. Amat | (2 – 0) |               |  |

| 1968. október 17. | India (IND)     | 1 – 0   | Spanyolország (ESP) |  |
| 1968. október 17. | Prithipal Singh | (1 – 0) |                     |  |

| 1968. október 17. | NSZK (FRG) | 3 – 2   | NDK (GDR)          |  |
| 1968. október 17. | Krauss 3   | (1 – 1) | Lippert Freiberger |  |

| 1968. október 17. | Új-Zéland (NZL) | 1 – 0   | Japán (JPN) |  |
| 1968. október 17. | McIntyre        | (0 – 0) |             |  |

| 1968. október 17. | Belgium (BEL)            | 4 – 0   | Mexikó (MEX) |  |
| 1968. október 17. | Bernaert 2 Muschs Gilles | (1 – 0) |              |  |

| 1968. október 18. | India (IND)                     | 2 – 1   | Belgium (BEL) |  |
| 1968. október 18. | Prithipal Singh Harbinder Singh | (0 – 1) | Solie         |  |

| 1968. október 18. | NSZK (FRG) | 0 – 0 | Új-Zéland (NZL) |  |
| 1968. október 18. |            |       |                 |  |

| 1968. október 18. | Spanyolország (ESP) | 3 – 0   | Mexikó (MEX) |  |
| 1968. október 18. | Dinarés 2 F. Amat   | (1 – 0) |              |  |

| 1968. október 18. | NDK (GDR) | 1 – 0   | Japán (JPN) |  |
| 1968. október 18. | A. Thieme | (0 – 0) |             |  |

| 1968. október 20. | India (IND) | 5 – 0 megállapított eredmény | Japán (JPN) |  |
| 1968. október 20. |             |                              |             |  |

| 1968. október 20. | NSZK (FRG)    | 2 – 0   | Spanyolország (ESP) |  |
| 1968. október 20. | Krauss Keller | (0 – 0) |                     |  |

| 1968. október 20. | Új-Zéland (NZL) | 1 – 1   | Belgium (BEL) |  |
| 1968. október 20. | Thomson         | (0 – 0) | Gilles        |  |

| 1968. október 20. | NDK (GDR)       | 2 – 0   | Mexikó (MEX) |  |
| 1968. október 20. | Lippert Ehrlich | (0 – 0) |              |  |

| 1968. október 21. | India (IND)     | 1 – 0   | NDK (GDR) |  |
| 1968. október 21. | Prithipal Singh | (0 – 0) |           |  |

| 1968. október 21. | NSZK (FRG)                       | 5 – 1   | Mexikó (MEX) |  |
| 1968. október 21. | Greinert 2 Keller Schuler Krause | (3 – 1) | Bada         |  |

| 1968. október 21. | Új-Zéland (NZL) | 1 – 1   | Spanyolország (ESP) |  |
| 1968. október 21. | S. Maister      | (0 – 1) | J. Amat             |  |

| 1968. október 21. | Belgium (BEL)               | 4 – 2   | Japán (JPN) |  |
| 1968. október 21. | Deville Gilles Muschs Bouvy | (1 – 1) | Josimura 2  |  |

### B csoport
| Csapat               | M | Gy | D | V | G+ | G– | Gk  | P  |
| -------------------- | - | -- | - | - | -- | -- | --- | -- |
| Pakisztán (PAK)      | 7 | 7  | 0 | 0 | 23 | 4  | +19 | 14 |
| Ausztrália (AUS)     | 8 | 5  | 1 | 2 | 15 | 7  | +8  | 11 |
| Kenya (KEN)          | 8 | 4  | 1 | 3 | 13 | 9  | +4  | 9  |
| Hollandia (NED)      | 7 | 4  | 0 | 3 | 11 | 11 | 0   | 8  |
| Franciaország (FRA)  | 7 | 2  | 1 | 4 | 2  | 5  | –3  | 5  |
| Nagy-Britannia (GBR) | 7 | 2  | 1 | 4 | 6  | 8  | –2  | 5  |
| Argentína (ARG)      | 7 | 1  | 1 | 5 | 4  | 20 | –16 | 3  |
| Malajzia (MAS)       | 7 | 0  | 3 | 4 | 2  | 12 | –10 | 3  |

| 1968. október 13. | Pakisztán (PAK)             | 6 – 0   | Hollandia (NED) |  |
| 1968. október 13. | Dar 2 Rashid 2 Malik Ashfaq | (3 – 0) |                 |  |

| 1968. október 13. | Ausztrália (AUS) | 2 – 0   | Kenya (KEN) |  |
| 1968. október 13. | Glencross Riley  | (2 – 0) |             |  |

| 1968. október 13. | Nagy-Britannia (GBR) | 2 – 0   | Argentína (ARG) |  |
| 1968. október 13. | Lawson Whalley       | (1 – 0) |                 |  |

| 1968. október 13. | Franciaország (FRA) | 0 – 0 | Malajzia (MAS) |  |
| 1968. október 13. |                     |       |                |  |

| 1968. október 14. | Pakisztán (PAK) | 1 – 0   | Franciaország (FRA) |  |
| 1968. október 14. | Rashid          | (0 – 0) |                     |  |

| 1968. október 14. | Ausztrália (AUS) | 0 – 0 | Nagy-Britannia (GBR) |  |
| 1968. október 14. |                  |       |                      |  |

| 1968. október 14. | Kenya (KEN)  | 1 – 1   | Malajzia (MAS) |  |
| 1968. október 14. | E. Fernandes | (0 – 1) | Belavantheran  |  |

| 1968. október 14. | Hollandia (NED)                            | 7 – 0   | Argentína (ARG) |  |
| 1968. október 14. | Keyzer 3 Terlingen Thole Vroonhoven Fokker | (1 – 0) |                 |  |

| 1968. október 16. | Pakisztán (PAK) | 3 – 2   | Ausztrália (AUS) |  |
| 1968. október 16. | Aziz 2 Rashid   | (1 – 2) | Glencross Riley  |  |

| 1968. október 16. | Kenya (KEN)               | 2 – 0   | Franciaország (FRA) |  |
| 1968. október 16. | E. Fernandes L. Fernandes | (0 – 0) |                     |  |

| 1968. október 16. | Hollandia (NED) | 2 – 1   | Nagy-Britannia (GBR) |  |
| 1968. október 16. | Vroonhoven Buma | (0 – 1) | Neill                |  |

| 1968. október 16. | Malajzia (MAS) | 1 – 1   | Argentína (ARG) |  |
| 1968. október 16. | Ming           | (1 – 1) | Cicognini       |  |

| 1968. október 17. | Pakisztán (PAK)      | 5 – 0   | Argentína (ARG) |  |
| 1968. október 17. | Dar 2 Rashid 2 Malik | (4 – 0) |                 |  |

| 1968. október 17. | Ausztrália (AUS)       | 3 – 0   | Malajzia (MAS) |  |
| 1968. október 17. | Glencross Martin Quinn | (2 – 0) |                |  |

| 1968. október 17. | Kenya (KEN)          | 2 – 0   | Hollandia (NED) |  |
| 1968. október 17. | H. Fernandes Panesar | (1 – 0) |                 |  |

| 1968. október 17. | Franciaország (FRA) | 1 – 0   | Nagy-Britannia (GBR) |  |
| 1968. október 17. | Pascarel            | (0 – 0) |                      |  |

| 1968. október 19. | Pakisztán (PAK) | 2 – 1   | Nagy-Britannia (GBR) |  |
| 1968. október 19. | Dar Ashfaq      | (1 – 0) | Neill                |  |

| 1968. október 19. | Kenya (KEN)    | 2 – 1   | Argentína (ARG) |  |
| 1968. október 19. | Deegan Panesar | (2 – 1) | Anderson        |  |

| 1968. október 19. | Hollandia (NED) | 1 – 0   | Malajzia (MAS) |  |
| 1968. október 19. | Weemers         | (1 – 0) |                |  |

| 1968. október 19. | Franciaország (FRA) | 1 – 0   | Ausztrália (AUS) |  |
| 1968. október 19. | Vanpoulle           | (0 – 0) |                  |  |

| 1968. október 20. | Pakisztán (PAK)      | 4 – 0   | Malajzia (MAS) |  |
| 1968. október 20. | Malik 2 Akhtar Niazi | (1 – 0) |                |  |

| 1968. október 20. | Ausztrália (AUS)  | 3 – 1   | Argentína (ARG) |  |
| 1968. október 20. | Riley Smart Evans | (1 – 1) | Marinoni        |  |

| 1968. október 20. | Kenya (KEN)      | 3 – 0   | Nagy-Britannia (GBR) |  |
| 1968. október 20. | Deegan 2 Matharu | (2 – 0) |                      |  |

| 1968. október 20. | Hollandia (NED) | 1 – 0   | Franciaország (FRA) |  |
| 1968. október 20. | Hijlkema        | (0 – 0) |                     |  |

| 1968. október 21. | Pakisztán (PAK) | 2 – 1   | Kenya (KEN) |  |
| 1968. október 21. | Dar Niazi       | (2 – 0) | Deegan      |  |

| 1968. október 21. | Ausztrália (AUS) | 2 – 0   | Hollandia (NED) |  |
| 1968. október 21. | Riley Smart      | (0 – 0) |                 |  |

| 1968. október 21. | Nagy-Britannia (GBR) | 2 – 0   | Malajzia (MAS) |  |
| 1968. október 21. | Morris Whalley       | (1 – 0) |                |  |

| 1968. október 21. | Argentína (ARG) | 1 – 0   | Franciaország (FRA) |  |
| 1968. október 21. | Lorenzo         | (1 – 0) |                     |  |

Ausztrália és Kenya is 9 ponttal zárt, ezért a helyezéseikről egy újabb mérkőzés döntött.
Rájátszás
| 1968. október 22. | Ausztrália (AUS)  | 3 – 2   | Kenya (KEN)    |  |
| 1968. október 22. | Smart 2 Glencross | (1 – 1) | Panesar Deegan |  |

## Egyenes kieséses szakasz

### Az 5–8. helyért
| 1968. október 23. | Spanyolország (ESP)  | 2 – 1   | Kenya (KEN) |  |
| 1968. október 23. | J. Fábregas Ventalló | (2 – 1) | Deegan      |  |

| 1968. október 23. | Hollandia (NED)   | 3 – 1   | Új-Zéland (NZL) |  |
| 1968. október 23. | Fokker Spits Haar | (0 – 0) | Borren          |  |

### Elődöntők
| 1968. október 24. | Pakisztán (PAK) | 1 – 0 (h. u.)  | NSZK (FRG) |  |
| 1968. október 24. | Mahmood         | (0 – 0, 0 – 0) |            |  |

| 1968. október 24. | Ausztrália (AUS) | 2 – 1 (h. u.)  | India (IND)     |  |
| 1968. október 24. | Glencross 2      | (0 – 1, 1 – 0) | Balbir Singh II |  |

### A 15. helyért
| 1968. október 23. | Malajzia (MAS) | 1 – 0 (h. u.)  | Mexikó (MEX) |  |
| 1968. október 23. | Sewa           | (0 – 0, 1 – 0) |              |  |

### A 13. helyért
| 1968. október 23. | Japán (JPN) | 2 – 0   | Argentína (ARG) |  |
| 1968. október 23. | Onda Tanaka | (1 – 0) |                 |  |

### A 11. helyért
| 1968. október 23. | NDK (GDR)            | 2 – 1 (h. u.)  | Nagy-Britannia (GBR) |  |
| 1968. október 23. | A. Thieme Freiberger | (1 – 0, 0 – 1) | Wilman               |  |

### A 9. helyért
| 1968. október 23. | Belgium (BEL)         | 3 – 0   | Franciaország (FRA) |  |
| 1968. október 23. | Gilles Solie Miserque | (2 – 0) |                     |  |

### A 7. helyért
| 1968. október 25. | Új-Zéland (NZL) | 2 – 0   | Kenya (KEN) |  |
| 1968. október 25. | Borren Capey    | (1 – 0) |             |  |

### Az 5. helyért
| 1968. október 25. | Hollandia (NED) | 1 – 0 (h. u.)  | Spanyolország (ESP) |  |
| 1968. október 25. | Thole           | (0 – 0, 0 – 0) |                     |  |

### Bronzmérkőzés
| 1968. október 26. | India (IND)                     | 2 – 1   | NSZK (FRG) |  |
| 1968. október 26. | Prithipal Singh Balbir Singh II | (0 – 1) | Schuler    |  |

### Döntő
| 1968. október 26. | Pakisztán (PAK) | 2 – 1   | Ausztrália (AUS) |  |
| 1968. október 26. | Rashid Malik    | (1 – 0) | Glencross        |  |

| Az 1968. évi nyári olimpiai játékok férfi gyeplabdatornájának olimpiai bajnoka |
| · PAKISZTÁN · 2. cím                                                           |
| ------------------------------------------------------------------------------ |

## Végeredmény
| Helyezés | Csapat               | M  | Gy | D | V | G+ | G– | Gk  | P  |
| -------- | -------------------- | -- | -- | - | - | -- | -- | --- | -- |
| Arany    | Pakisztán (PAK)      | 9  | 9  | 0 | 0 | 26 | 5  | +21 | 18 |
| Ezüst    | Ausztrália (AUS)     | 10 | 6  | 1 | 3 | 18 | 10 | +8  | 13 |
| Bronz    | India (IND)          | 9  | 7  | 0 | 2 | 23 | 7  | +16 | 14 |
| 4.       | NSZK (FRG)           | 9  | 5  | 1 | 3 | 16 | 8  | +8  | 11 |
|          |                      |    |    |   |   |    |    |     |    |
| 5.       | Hollandia (NED)      | 9  | 6  | 0 | 3 | 15 | 12 | +3  | 12 |
| 6.       | Spanyolország (ESP)  | 9  | 2  | 3 | 4 | 8  | 8  | 0   | 7  |
| 7.       | Új-Zéland (NZL)      | 9  | 4  | 4 | 1 | 11 | 7  | +4  | 12 |
| 8.       | Kenya (KEN)          | 10 | 5  | 1 | 4 | 15 | 12 | +3  | 11 |
|          |                      |    |    |   |   |    |    |     |    |
| 9.       | Belgium (BEL)        | 8  | 4  | 1 | 3 | 17 | 9  | +8  | 9  |
| 10.      | Franciaország (FRA)  | 8  | 2  | 1 | 5 | 2  | 8  | –6  | 5  |
| 11.      | NDK (GDR)            | 8  | 3  | 2 | 3 | 9  | 11 | –2  | 8  |
| 12.      | Nagy-Britannia (GBR) | 8  | 2  | 1 | 5 | 7  | 10 | –3  | 5  |
| 13.      | Japán (JPN)          | 8  | 2  | 1 | 5 | 6  | 14 | –8  | 5  |
| 14.      | Argentína (ARG)      | 8  | 1  | 1 | 6 | 4  | 22 | –18 | 3  |
| 15.      | Malajzia (MAS)       | 8  | 1  | 3 | 4 | 3  | 12 | –9  | 5  |
| 16.      | Mexikó (MEX)         | 8  | 0  | 0 | 8 | 2  | 27 | –25 | 0  |